# Cofidis (wielerploeg)/2006
Deze pagina geeft een overzicht van de wielerploeg Cofidis in 2006.
| Naam                  | Geboortedatum | Nationaliteit       | Ploeg 2005              |
| --------------------- | ------------- | ------------------- | ----------------------- |
| Stéphane Augé         | 06-12-1974    | Frankrijk           |                         |
| Leonardo Bertagnolli  | 08-01-1978    | Italië              |                         |
| Frédéric Bessy        | 09-01-1972    | Frankrijk           |                         |
| Jimmy Casper          | 28-05-1978    | Frankrijk           |                         |
| Sylvain Chavanel      | 30-06-1979    | Frankrijk           |                         |
| Arnaud Coyot          | 06-10-1981    | Frankrijk           |                         |
| Hervé Duclos-Lassalle | 24-12-1979    | Frankrijk           |                         |
| Leonardo Duque        | 10-04-1980    | Colombia            | Jartazi Granville Team  |
| Michiel Elijzen       | 31-08-1982    | Nederland           | Rabo Continental Team   |
| Tyler Farrar          | 02-06-1984    | Verenigde Staten    | Health Net              |
| Bingen Fernández      | 15-12-1972    | Spanje              |                         |
| Mathieu Heijboer      | 04-02-1982    | Nederland           | Rabo Continental Team   |
| Nicolas Inaudi        | 21-01-1978    | Frankrijk           |                         |
| Geoffroy Lequatre     | 30-06-1981    | Frankrijk           | Crédit Agricole         |
| Thierry Marichal      | 13-06-1973    | België              |                         |
| Sébastien Minard      | 12-06-1982    | Frankrijk           | R.A.G.T. Semences       |
| Amaël Moinard         | 02-02-1982    | Frankrijk           |                         |
| David Moncoutié       | 30-04-1975    | Frankrijk           |                         |
| Maxime Monfort        | 14-01-1983    | België              | Landbouwkrediet-Colnago |
| Damien Monier         | 27-08-1982    | Frankrijk           |                         |
| Cristian Moreni       | 21-11-1972    | Italië              | Quick·Step-Innergetic   |
| Iván Parra            | 15-10-1975    | Colombia            | Colombia-Selle Italia   |
| Luis Pérez Rodríguez  | 16-06-1974    | Spanje              |                         |
| Nicolas Roche         | 03-07-1984    | Ierland             |                         |
| Fabien Sanchez        | 03-03-1983    | Frankrijk           | La Française des Jeux   |
| Staf Scheirlinckx     | 12-03-1979    | België              |                         |
| Chris Sutton          | 10-09-1984    | Australië           | beloften                |
| Tristan Valentin      | 23-02-1982    | Frankrijk           | Auber 93                |
| Rik Verbrugghe        | 23-07-1974    | België              | Quick·Step-Innergetic   |
| Bradley Wiggins       | 28-04-1980    | Verenigd Koninkrijk | Crédit Agricole         |

## Overwinningen
Ronde van de Haut-Var
Leonardo Bertagnolli
Classic Haribo
Arnaud Coyot
Tirreno-Adriatico
6e etappe: Leonardo Bertagnolli
GP Cholet-Pays de Loire
Christopher Sutton
GP Denain
Jimmy Casper
Ronde van Picardië
3e etappe: Jimmy Casper
Eindklassement: Jimmy Casper
Ronde van Italië
7e etappe: Rik Verbrugghe
NK wielrennen
Frankrijk (tijdrit): Sylvain Chavanel
Ronde van Frankrijk
1e etappe: Jimmy Casper
Ronde van de Pyreneeën
1e etappe: Julien El Farès
Tour de Limousin
3e etappe: Stéphane Augé
Eindklassement: Leonardo Duque
Ronde van Poitou-Charentes
Eindklassement: Sylvain Chavanel
Ronde van de Toekomst
4e etappe: Nicolas Roche
Ronde van Polen
5e etappe: Stéphane Augé

## Teams

### Ronde van de Algarve
15 februari–19 februari
- 31.  Frédéric Bessy
- 32.  Nicolas Roche
- 33.  Mathieu Heijboer
- 34.  Sébastien Minard
- 35.  Maxime Monfort
- 36.  Luis Perez
- 37.  Rik Verbrugghe
- 38.  Bradley Wiggins

### Ronde van het Baskenland
3 april–8 april
- 111.  Sylvain Chavanel
- 112.  Luis Pérez
- 113.  Rik Verbrugghe
- 114.  Leonardo Duque
- 115.  Leonardo Bertagnolli
- 116. —
- 117.  Cristian Moreni
- 118.  Iván Parra

### Ronde van Romandië
25 april–30 april
- 121.  Frédéric Bessy
- 122.  Hervé Duclos-Lassalle
- 123.  Leonardo Duque
- 124.  Amaël Moinard
- 125.  Maxime Monfort
- 126.  Iván Parra
- 127.  Luis Pérez Rodríguez
- 128.  Staf Scheirlinckx

### Critérium du Dauphiné Libéré
4 juni–11 juni
- 51.  Sylvain Chavanel
- 52.  Stéphane Augé
- 53.  Frédéric Bessy
- 54.  Leonardo Bertagnolli
- 55.  Bingen Fernández
- 56.  Nicolas Inaudi
- 57.  David Moncoutié
- 58.  Bradley Wiggins

Mannen: 1997 · 1998 · 1999 · 2000 · 2001 · 2002 · 2003 · 2004 · 2005 · 2006 · 2007 · 2008 · 2009 · 2010 · 2011 · 2012 · 2013 · 2014 · 2015 · 2016 · 2017 · 2018 · 2019 · 2020 · 2021 · 2022 · 2023 · 2024 · 2025
Vrouwen:2022 · 2023 · 2024 · 2025
Ag2r Prévoyance · Bouygues Télécom · Cofidis, Le Crédit par Téléphone · Crédit Agricole · Team CSC · Davitamon-Lotto · Discovery Channel Pro Cycling Team · Euskaltel-Euskadi · La Française des Jeux · Team Gerolsteiner · Illes Balears-Caisse D'Espargne · Lampre-Fondital · Astana · Liquigas - Bianchi · Phonak Hearing Systems · Quick Step-Innergetic · Rabobank · Saunier Duval-Prodir · Team Milram · T-Mobile Team